# Thalictrum standleyi
Thalictrum standleyi är en ranunkelväxtart som beskrevs av Julian Alfred Steyermark. Thalictrum standleyi ingår i släktet rutor, och familjen ranunkelväxter. Inga underarter finns listade i Catalogue of Life.